# Cempuis
Cempuis település Franciaországban, Oise megyében. Lakosainak száma 479 fő (2022. január 1.). Cempuis Grandvilliers, Grez, Halloy, Le Hamel, Sommereux és Thieuloy-Saint-Antoine községekkel határos.

## Népesség
A település népességének változása:
| Lakosok száma | 520  | 552  | 554  | 501  | 499  | 501  | 502  | 490  | 479  |
|               | 2013 | 2015 | 2016 | 2017 | 2018 | 2019 | 2020 | 2021 | 2022 |